# بارتولومي مارتي
بارتولومي مارتي (بالإسبانية: Bartolomé Martí)‏ هو كاهن كاثوليكي إسباني، ولد في 1430 في بلنسية في إسبانيا، وتوفي في 1500 في روما في إيطاليا.